# باغو باغو
باغو باغو، (بالإنجليزية: Pago Pago)‏، هي عاصمة إقليم ساموا الأمريكية. وهي تقع في الجزيرة الرئيسية، توتويلا. ويخدم الإقليم مطار باغو باغو الدولي في تافونا، على بعد نحو 8 أميال إلى الجنوب الغربي من باغو باغو. الصناعات الرئيسية هي السياحة، والترفيه،      والطعام، وتعليب التونة.
تتكون المنطقة التي يشار إليها باسم باغو باغو من سلسلة من القرى على ضفاف ميناء باغو باغو، ولكل منها مجلس قروي خاص بها. وإحدى هذه القرى هي نفسها اسمها باغو باغو، وفي عام 2010 كان عدد سكانها 3,656 نسمة. وقد يشير اسم باغو باغو إلى القرية وإلى منطقة الخليج أو إلى ساموا الأمريكية ككل. والقرى التأسيسية هي أوتولي، وفاجاتوغو، وملالوا، وباغو باغو، وساتالا، وأتوؤو. فاغاتوغو هي المنطقة المشار إليها باسم اليلدة وكانت مقر الحكومة حتى تم افتتاح مبنى المكتب التنفيذي الجديد في أوتولي. فاغاتوتو تضم الفونو (السلطة التشريعية)، وإدارة الشرطة، وميناء باغو باغو، العديد من المحلات التجارية والفنادق.

## المناخ
يظهر الجدول التالي التغييرات المناخية على مدار السنة لباغو باغو:
| الشهر                                                    | يناير       | فبراير      | مارس        | أبريل       | مايو        | يونيو       | يوليو       | أغسطس       | سبتمبر      | أكتوبر      | نوفمبر      | ديسمبر      | المعدل السنوي  |
| -------------------------------------------------------- | ----------- | ----------- | ----------- | ----------- | ----------- | ----------- | ----------- | ----------- | ----------- | ----------- | ----------- | ----------- | -------------- |
| الدرجة القصوى °ف (°م)                                    | 95 (35)     | 99 (37)     | 95 (35)     | 95 (35)     | 93 (34)     | 95 (35)     | 91 (33)     | 92 (33)     | 92 (33)     | 94 (34)     | 95 (35)     | 94 (34)     | 99 (37)        |
| متوسط درجة الحرارة الكبرى °ف (°م)                        | 87.6 (30.9) | 88.0 (31.1) | 88.1 (31.2) | 87.5 (30.8) | 86.2 (30.1) | 85.0 (29.4) | 84.2 (29.0) | 84.3 (29.1) | 85.3 (29.6) | 85.8 (29.9) | 86.6 (30.3) | 87.4 (30.8) | 86.3 (30.2)    |
| المتوسط اليومي °ف (°م)                                   | 82.6 (28.1) | 82.9 (28.3) | 82.9 (28.3) | 82.5 (28.1) | 81.8 (27.7) | 81.1 (27.3) | 80.4 (26.9) | 80.4 (26.9) | 81.1 (27.3) | 81.5 (27.5) | 82.1 (27.8) | 82.5 (28.1) | 81.8 (27.7)    |
| متوسط درجة الحرارة الصغرى °ف (°م)                        | 77.6 (25.3) | 77.7 (25.4) | 77.8 (25.4) | 77.6 (25.3) | 77.5 (25.3) | 77.1 (25.1) | 76.6 (24.8) | 76.5 (24.7) | 76.9 (24.9) | 77.2 (25.1) | 77.5 (25.3) | 77.6 (25.3) | 77.3 (25.2)    |
| أدنى درجة حرارة °ف (°م)                                  | 67 (19)     | 65 (18)     | 63 (17)     | 68 (20)     | 65 (18)     | 61 (16)     | 62 (17)     | 60 (16)     | 62 (17)     | 59 (15)     | 60 (16)     | 65 (18)     | 59 (15)        |
| الهطول إنش (مم)                                          | 14.83 (377) | 12.66 (322) | 11.66 (296) | 11.02 (280) | 10.61 (269) | 6.01 (153)  | 6.46 (164)  | 6.30 (160)  | 7.62 (194)  | 10.11 (257) | 11.30 (287) | 14.51 (369) | 123.09 (3٬126) |
| متوسط أيام هطول الأمطار (≥ 0.01 in)                      | 24.0        | 21.4        | 23.8        | 22.1        | 20.1        | 19.1        | 19.3        | 17.8        | 17.9        | 20.9        | 20.8        | 23.1        | 250.2          |
| المصدر: الإدارة الوطنية للمحيطات والغلاف الجوي (normals) |             |             |             |             |             |             |             |             |             |             |             |             |                |

## أعلام
- فاتو روك
- غاري سكوت تومسون
- آل هارينغتون
- دانيال بيل
- نيكي سالابو
- فرانك سولومون
- شاندرا بهادور دانغي

## وصلات خارجية
- الموقع الإلكتروني